# CBM Fast-Gaggia
CBM Fast-Gaggia, Furzi-Vibor, Furzi-F.T., Vibor oder Furzi war ein italienisches Radsportteam, das von 1974 bis 1979 bestand.

## Geschichte
Das Team wurde 1974 unter der Leitung von Carlo Menicagli gegründet. Im ersten Jahr konnten als nennenswerte Ergebnisse nur der sechste Platz bei der Baskenland-Rundfahrt, Platz 15 bei der Tour de Romandie und Platz 11 bei der Coppa Placci erreicht werden. Im Folgejahr konnte neben den Siegen der zweite Platz beim Giro del Lazio, der dritte Platz bei Giro dell’Emilia und der siebte Platz bei Tirreno-Adriatico erzielt werden. 1976 konnten zweite Plätze beim Giro dell’Emilia, dem Giro di Campania sowie bei drei Etappen beim Giro d’Italia erreicht werden. 1977 konnten neben drei Etappensiege beim Giro d’Italia zweite Plätze beim Giro dell’Umbria, Gran Premio Industria e Commercio Artigianato Carnaghese, Giro di Romagna, dritte Plätze beim Grand Prix des Nations und der Lombardei-Rundfahrt erzielt werden. 1978 konnten vierte Plätze beim Giro d’Italia und bei der Lombardei-Rundfahrt, Platz 8 bei Tirreno-Adriatico und Platz 10 bei der Meisterschaft von Zürich erreicht werden. 1979 wurde dritte Plätze bei Ruota d’Oro, Giro di Toscana und dem Giro di Romagna, sechste Plätze bei Mailand-Sanremo und dem Giro del Lazio sowie Platz 10 beim Giro d’Italia erzielt. Am Ende der Saison wurde das Team aufgelöst.

## Erfolge
1975
- Giro di Toscana
- Gran Premio Industria e Commercio di Prato

1976
- zwei Etappen Baskenland-Rundfahrt
- eine Etappe Katalonien-Rundfahrt
- Col San Martino

1977
- drei Etappen Giro d’Italia
- Mailand-Vignola
- Gran Premio Città di Camaiore

1978
- eine Etappe Giro d’Italia
- Gesamtwertung und eine Etappe Cronostaffetta

### Monumente-des-Radsports-Platzierungen
| Monument            | 1974 | 1975 | 1976 | 1977 | 1978 | 1979 |
| ------------------- | ---- | ---- | ---- | ---- | ---- | ---- |
| Mailand–Sanremo     | –    | –    | 85   | 23   | 26   | 6    |
| Lombardei-Rundfahrt | –    | –    | –    | 3    | 4    |      |

### Grand-Tour-Platzierungen
| Grand Tour        | 1974 | 1975 | 1976 | 1977 | 1978 | 1979 |
| ----------------- | ---- | ---- | ---- | ---- | ---- | ---- |
| Giro d’ItaliaGiro | –    | –    | 16   | 23   | 4    | 10   |

## Bekannte ehemalige Fahrer
- Albert Zweifel (1974)
- Tino Conti (1975)
- Marino Basso (1976)
- Italo Zilioli (1976)
- Luciano Borgognoni (1977–1979)
- Franco Bitossi (1977)
- Wladimiro Panizza (1978)
- Roberto Visentini (1978–1979)